# 鑫仁鋁業
鑫仁鋁業控股有限公司，簡稱鑫仁鋁業控股，以及鑫仁鋁業（英語：XinRen Aluminum Holdings Limited，SGX：MN5），在2002年由曾小橋創立，現時由曾超懿為主席，以及曾超林為總裁。
而總部位於250 North Bridge Road, #15-01, Raffles City Tower, Singapore 179101。而現時業務位於湖北宜昌、貴州六盤水等地區經營冶炼、铝制品贸易，和制造。
該股份在2010年10月27日於新加坡交易所主板上市。招股價為0.55新加坡元，發行股份為198,000,000股，集資額為96,100,000新加坡元。

## 連結
- www.xinren.com.sg